# Dimitris Papadopoulos
Dimitrios „Dimitris” Papadopoulos (în greacă Δημήτρης Παπαδόπουλος; n. 20 octombrie 1981, în Gagarin, Uzbekistan) este un fost fotbalist grec care a jucat ultima dată pentru clubul Panetolikos din Superliga Greciei. El a făcut parte din lotul echipei naționale a Greciei care a câștigat Campionatul European din 2004.

## Clubul de carieră

### Akratitos FC
Și-a început cariera  la academia de tineret a echipei grecești Akratitos pentru care a debutat în 1999, contribuind la promovarea echipei în Alfa Ethniki în 2001 pentru prima dată în istoria sa.

### Burnley
La scurt timp după aceea, Papadopoulos a fost transferat de Burnley în Anglia, pentru 500.000 €. A rămas la club pentru două sezoane. În iulie 2003, Burnley l-a vândut pe Papadopoulos la Panathinaikos pentru suma de 200.000 de euro.

### Panathinaikos
Papadopoulos a devenit golgheter în primul sezon la Panathinaiko, marcând 17 goluri în 26 de meciuri și a câștigat dubla cu clubul. Acesta a fost primul campionat câștigat după 10 ani de dominație a lui Olympiacos în campionatul grec.
A fost votat ulterior cel mai bun fotbalist din acel an în campionat și a primit un loc în echipa Greciei care a câștigat Euro 2004. A jucat în meciul împotriva Rusiei și a avut o contribuție importantă la golul marcat în acest meci care a dus la calificarea echipei sale în faza următare. De asemenea, a făcut parte și din lotul Greciei care a jucat la Jocurile Olimpice de la Atena 2004, în aceeași vară.
Fiind un jucător cheie la Panathinaikos, a semnat o prelungire pe trei ani a contractului până în vara anului 2006, iar meciurile bune făcute de el au fost motivul pentru care coechipierul său, Michalis Konstantinou, a fost lăsat să părăsească echipa.

### Lecce
La 13 noiembrie 2008, clubul Serie A Lecce a anunțat că a semnat cu Papadopoulos din postura de jucător liber de contract. El a făcut debutul în Serie A pentru Lecce pe 18 ianuarie 2009 într-un meci de acasă de pe Stadio Via del Mare împotriva lui CFC Genoa, fiind înlocuit cu Gianni Munari la sfârșitul meciului. A marcat primul său gol în Serie A pe 19 aprilie împotriva lui AS Roma la Stadio Olimpico.

### Dinamo Zagreb
La 26 iunie 2009, el a semnat un contract pe trei ani în valoare de 650.000 € anual cu campioana croației Dinamo Zagreb. El a ajutat-o pe Dinamo Zagreb să avanseze în Cupa Croației și să câștige campionatul.

### Celta Vigo
La 22 ianuarie 2010, Papadopoulos a semnat un contract cu Celta Vigo până la sfârșitul sezonului. Lucrurile păreau să meargă bine pentru el, dar la sfârșitul lunii aprilie s-a accidentat și nu a putut să joace la fel de mult. În vara următoare, Celta Vigo i-a adus pe David Rodríguez și pe De Lucas pentru a întări echipa. În urma acestor transferuri Papadopoulos a devenit al treilea atacant al echipei și, prin urmare, a fost mai mult rezervă. La începutul sezonului 2010-2011, managerul Celta Vigo Paco Herrera a afirmat că nu va conta pe Papadopoulos, punând presiune pe el să părăsească clubul din cauza salariului său mare și a performanțelor sale slabe. Deși a jucat în mai mult de 20 de meciuri, el nu a reușit să înscrie decât un singur gol. Contractul său trebuia să expire în 2013.

### Levadiakos
În ianuarie 2012, Papadopoulos a fost împrumutat la Levadiakos din Superliga Greciei dar nu a reușit să înscrie, deși echipa a terminat pe locul 7.

### Panthrakikos
În vara lui 2012 s-a transferat la Panthrakikos. El a debutat împotriva fostei sale echipe Panathinaikos, marcând golul câștigător. La 8 octombrie a marcat dintr-un penalty în victoria cu 1-0 împotriva lui Levadiakos, o altă echipă la care a jucat în trecut. La 11 noiembrie 2012, Papadopoulos a marcat al patrulea gol al sezonului împotriva lui Asteras Tripolis, în urma căruia Panthrakikos avea să obțină victoria și a fost ales Omul meciului. La 26 noiembrie 2012 a marcat două goluri împotriva Aris Salonic, permițându-i lui Panthrakikos să câștige cu 4-0. Papadopoulos nu mai înscrisese două goluri în într-un meci din campionatul Greciei din 26 noiembrie 2006. Pe 15 decembrie 2012 a marcat al doilea gol al victoriei cu 2-0 împotriva lui Kerkyra. La 16 ianuarie 2013 și-a făcut prima sa apariție în Cupa Greciei după mai mulți ani, înmpotriva lui Apollon Smyrni, înlocuindu-l pe Leonidas Kyvelidis în minutul 78. La 19 ianuarie 2013, a marcat un alt gol pentru Panathinaikos pe Stadionul Olimpic de la Atena. La 13 martie 2013 a ajuns la semifinalele Cupei Greciei cu Panthrakikos. La 7 aprilie 2013 a marcat dintr-un penalty care a dus la o victorie de 3-1 împotriva lui OFI Creta; cu acest gol Papadopoulos a ajuns la 10 goluri marcate în acel sezon al Superligii Greciei.
Papadopoulos a fost numit cel mai bun jucător al Superligii. A fost cel mai bun marcator al echipei, marcând de 11 ori. În meciurile importante, Papadopoulos a excelat, ajutându-și echipa să termine la mijlocul clasamentului și să evite retrogradarea. Panthrakikos a ajuns și în semifinalele Cupei Greciei. Purtătorul de cuvânt al PSAP, Stamatis Sirigos, a declarat: „Având în vedere caracterul, abilitățile de conducere și experiența sa, Dimitros Papadopoulos i-a ajutat pe colegii săi și le-a sporit încrederea. Toate acestea combinate cu ethos-ul său au fost recunoscute prin ocuparea primului loc în clasamentul celor mai buni fotbaliști din Grecia, realizat în urma voturilor fotbaliștilor profesioniști din Grecia”.
Pe de altă parte, Papadopoulos s-a bucurat că a reușit să iasă dintr-o pasă prostă: „Întotdeauna am crezut că îmi pot reveni”, a declarat el la ceremonia de premiere de la Atena de luni. „Mi s-a dat această șansă la Panthrakikos, unde am luptat un război dur pentru a ne asigura locul în campionat”.

### Atromitos
După un sezon bun, în vara anului 2013 a semnat un contract pe doi ani cu Atromitos, o echipa care a ajuns pe locul 4 în anul precedent în Superliga Greciei. El a marcat primul gol al formației pe 17 august 2013, într-o remiză scor 2-2 cu Ergotelis.
La 30 august 2013, într-un meci dramatic împotriva lui AZ Alkmaar din Europa League, acesta din urmă a învins-o pe Atromitos după ce un incendiu a întrerupt meciul cu 33 de minute rămase. Spectatorii au fost evacuați după ce meciul a fost oprit în minutul 57, cu Atromitos conducând cu 1-0, dar fiind condusă cu 3-2 la general, printr-un gol marcat de Dimitris Papadopoulos înainte de oprirea meciului. Când meciul a fost reluată a doua zi, Thanasis Karagounis a dus scorul la 2-0, dar echipa greacă nu a reușit să marcheze golul câștigător, dubla manșă încheindu-se cu 3-3 la general, cu echipa olandeză avansând în faza grupelor.
În urma unui meci încheiat cu scorul de 0-0 în cupă împotriva echipei Olympiacos, după un meci bun, el a declarat: „Avem o echipă bună care se poate bate de la egal la egal cu orice adversar. Echipa noastră are jucători experimentați care știu ce să facă în astfel de meciuri. În prima repriză Olympiacos ne-a presat astfel încât nu am putut să ținem mingea și să fim agresivi. În a doua repriză am devenit mai buni și prin intrarea în Karamanos întregul meci s-a schimbat. Împotriva Olympiacosului am încercat să avem o apărare bună, deoarece ținta noastră nu a fost să terminăm la egalitate în primul meci și să lăsăm al doilea meci la voia sorții.
La sfârșitul sezonului regulat 2013-2014 a marcat 14 goluri în campionat fiind cel mai bun marcator al clubului său. La 27 mai 2014, Atromitos a anunțat rezilierea contractului cu atacantul.

### PAOK
La 29 august 2014, Papadopoulos, deși discutase cu cei de la Veria, a semnat un contract cu echipa PAOK din Superliga Greciei pentru un an. La 18 septembrie, el și-a făcut debutul în tricoul lui PAOK în Europa League, înscriind al cincilea gol în victoria lui PAOK cu 6-1 împotriva lui Dinamo Minsk. A debutat pentru PAOK în Superliga Greciei împotriva lui Panaitolikos. A marcat primul gol pentru club pe 30 noiembrie, înscriind într-un meci câștigat cu 2-2 împotriva lui Panthrakikos, fosta sa echipă contribuind la victoria lui Paok cu 3-2. Fiind votat grec al anului 2014, a ieșit din nou pe primul loc în acest clasament și pe 4 februarie 2015, când a marcat al doilea gol împotriva lui OFI Creta antrenată de Nikos Anastopoulos, care tocmai îl înlocuise pe Gennaro Gattuso. Pe 18 martie a marcat golul victoriei împotriva lui Ergotelis, scor 1-0. Pe 21 martie a marcat al patrulea gol împotriva lui Panathinaikos în deplasare. Pe 5 aprilie a marcat cele două goluri ale victoriei echipei sale cu 2-1 împotriva lui Xanthi. La 3 mai 2015, a marcat un alt gol care a contribuit la victoria acasă a lui PAOK scor 1-0 împotriva lui Levadiakos, fosta sa echipă. Papadopoulos a fost aproape să fie vândut de PAOK a Karșıyaka după ce a fost de acord să semneze un contract pe un an cu aceștia dar transferul nu a mai avut loc din motive financiare. La 28 august 2015, Papadopoulos a respins oferta de un contract pe un an de la clubul din Superligă Kalloni, așteptând o ofertă mai bună.

### Asteras Tripoli
La 8 septembrie 2015, Papadopoulos a semnat un contract pe un an cu echipa de Superliga Greciei pentru o sumă de transfer needzvăluită public. El și-a făcut debutul în Superliga Grecia cu noua sa echipă împotriva lui Kalloni. La 18 octombrie 2015, în primul său meci din sezonul 2015-2016 ca titular, a ratat un penalty într-o remiză scor 1-1 împotriva lui Skoda Xanthi, mingea lovind transversala. La 8 noiembrie a marcat primul gol la noua echipă într-o victorie în deplasare cu AEK Atena. La 20 ianuarie 2016, și-a reziliat de comun acord contractul cu clubul.

### A doua oară la Atromitos
La 21 ianuarie 2016, Papadopoulos a semnat un contract cu fosta sa echipă, Atromitos, până în vara anului 2017. El a debutat în Superliga Greciei pe 24 ianuarie împotriva lui PAS Giannina. Pe 10 februarie 2016 a ajuns la semifinalele Cupei Greciei, unde a jucat împotriva fostului său club Panathinaikos. La 28 noiembrie 2016 a marcat primul gol pentru echipa sa de la revenire, într-o victorie scor 4-3 împotriva lui PAOK.

### Panetolikos
La 1 februarie 2017, Papadopoulos a semnat un contract pe șase luni cu Panetolikos. În acea zi, a făcut prima sesiune de antrenamente la noua sa echipă. El a debutat pe 4 februarie 2017 împotriva fostei sale echipe Atromitos. La 4 martie 2017, a marcat primul său gol împotriva lui Levadiakos, un alt club la care jucase în trecut.

### Retragere
La 23 septembrie 2017, Papadopoulos și-a anunțat oficial retragerea din fotbalul profesionist.

## Cariera internațională
Dimitrios Papadopoulos a debutat în echipa națională a Greciei la 20 noiembrie 2002 împotriva Irlandei și a fost inclus în echipa Euro 2004 care a câștigat turneul. Pasa de gol dată lui Zisis Vryzas i-a permis Greciei să se califice din grupe în detrimentul Rusiei și Spaniei și apoi să devină câștigătoarea Campionatului European din 2004. El a participat, de asemenea, la toate cele trei meciuri ale Greciei, jucând și pentru echipa de fotbal olimpică la Olimpiada de vară din 2004 marcând 1 gol. În calitate de câștigător al Euro 2004, Dimitrios Papadopoulos a fost inclus în echipa Greciei pentru Cupa Confederațiilor FIFA din 2005 din Germania. Otto Rehhagel l-a inclus în lot și în meciurile de calificarie la UEFA Euro 2008, dar nu a mai fost convocat pentru turneul final care a avut loc în Elveția și Austria.
La 29 august 2013, antrenorul echipei naționale a Greciei, Fernando Santos, a anunțat întoarcerea lui Dimitrios Papadopoulos după șase ani pentru meciul cu Liechtenstein de la Vaduz de pe stadionul Rheinpark contând pentru calificarările la Campionatul Mondial din 2014. A intrat în minutul 84 în locul lui Lazaros Christodoulopoulos.

### Goluri la națională
| #  | Dată              | Locație       | Adversar | Scor | Rezultat | Competiție                                     |
| -- | ----------------- | ------------- | -------- | ---- | -------- | ---------------------------------------------- |
| 1. | 18 februarie 2004 | Atena, Grecia | Bulgaria | 2-0  | Victorie | Amical                                         |
| 2. | 7 octombrie 2006  | Pireu, Grecia | Georgia  | 1-0  | Victorie | Calificarările la Campionatul Mondial din 2006 |

## Titluri

### Club
Panathinaikos
- Campionatul Greciei: 2003-2004
- Cupa Greciei : 2003-2004

Dinamo Zagreb
- Prima Liga Croată: 2009-2010

### Internațional
Grecia
- Campionatul European: 2004

### Individual
- Fotbalistul anului în Superliga Greciei: 2003-2004
- Fotbalistul anului în Superliga Greciei: 2012-2013[31]
- Fotbalistul anului în Superliga Greciei: 2013-2014[32]